# Doktoři (seriál)
Doktoři (v anglickém originále The Resident) americký televizní seriál, jehož tvůrci jsou Amy Holden Jones, Hayley Schore a Roshan Sethi. Pilotní díl byl objednán stanicí Fox dne 10. května 2017. Úvodní díl první řady měl premiéru dne 21. ledna 2018. Dne 7. května 2018 stanice objednala druhou řadu. Ta měla premiéru 24. září 2018.
Dne 25. března 2019 bylo oznámeno, že seriál získal třetí řadu. Ta měla premiéru dne 24. září 2019. V květnu 2020 byla objednána čtvrtá řada, která bude mít premiéru dne 12. ledna 2021.

## Obsazení

### Hlavní role
- Matt Czuchry jako Dr. Conrad Hawkins
- Emily VanCamp jako zdravotní sestra Nicolette "Nic" Nevin, RN
- Manish Dayal jako Dr. Devon Pravesh
- Shaunette Renée Wilson jako Dr. Mina Okafor Okeke
- Bruce Greenwood jako Dr. Randolph Bell, vedoucí chirurgie, později ředitel nemocnice
- Moran Atlas jako Renata Morali (1. řada)
- Merrin Dungey jako Claire Thorpe (1. řada), bývalá ředitelka nemocnice
- Melina Kanakaredes jako Dr. Lane Hunter (1. řada, hostující role – 2. řada), onkoložka
- Malcolm-Jamal Warner jako Dr. AJ ,, Raptor " Austin, kardiochirurg (vedlejší role – 1. řada, hlavní role od 2. řady)
- Glenn Morshower jako Marshall Winthrop, Conradov otec a člen nemocniční rady (vedlejší role – 1. řada, hlavní role od 2. řady)
- Jane Leeves jako Dr. Kitt Voss, ortopedka (2. řada)
- Morris Chestnut jako Dr. Barrett Cain (3. řada), neurochirurg

### Vedlejší role
- Elizabeth Faith Ludlow jako Dr. Cara Ramirez
- Violett Beane jako Lily Kendall (1. řada)
- Warren Christie jako Dr. Juda Silva (1. řada)
- Tasso Feldman jako Dr. Irving Feldman
- Tasie Lawrence jako Priya Nair, reportérka a Devonova snoubenka (1.–2. řada)
- Jocko Sims jako Dr. Ben Wilmot (1. řada)
- Patrick R. Walker jako Micah Stevens (1.–2. řada)
- Steven Reddington jako Dr. Bradley Jenkins (1.–2. řada)
- Catherine Dyer jako Alexis Stevens
- Jenna Dewanová jako Julian Lynn (2. řada)
- Vince Foster jako Dr. Paul Chu, vedoucí anesteziologie
- Denitra Isler jako sestra Hundley, hlavní sestra pohotovosti
- Michael Weston jako Gordon Page (2. řada), zakladatel a ředitel společnosti Quovadis
- Julianna Guill jako Jessie Nevic, Nic sestra
- Daniella Alonso jako Zoey Barnett (2. řada), matka dvou chlapců, bývalých pacientů Conrada a Nic
- Evan Whitten jako Henry Barnett (2. řada), Zoey starší syn
- Miles Gaston Villanueva jako Dr. Alec Shaw (2. řada), doktor, pracující v bezplatné klinice
- Corbin Bernsen jako Kyle Nevin, Nic a Jessie otec (od 2. řady)
- Radek Lord jako Grayson Betournay, Bellův asistent (od 2. řady)
- Christopher B. Duncan jako Brett Slater, Kitt bývalý manžel (2. řada)
- Mike Pniewski jako Dr. Abe Benedict, AJův mentor a kardiochirurg (2. řada)
- Kearran Giovanni jako Andrea Braydon (3. řada)
- Geoffrey Cantor jako Zip Betournay, Graysonův otec (3. řada)
- Michael Paul Chan jako Yee Austin, AJův adoptivní otec (3. řada)
- Erinn Westbrook jako Adaku Eze, Miny kamarádka (od 3. řady, 2. řada – hostující role)
- David Alan Grier jako Lamar Broome, AJův biologický otec (3. řada)
- Denise Dowse jako Carol Austin, AJova adoptivní matka (3. řada)
- Adriane Lenow jako Dr. Bonnie Broome, AJova biologická matka (3. řada)
- Rob Yang jako Logan Kim, prezident Red Rock Mountain Medical (3. řada)
- Shazi Raja jako Nadine Suheimat, VIP pacient (3. řada)

## Seznam dílů

### První řada (2018)
| Č. v seriálu | Původní název                  | Český název             | Režie           | Scénář                                                             | Premiéra v USA  | Premiéra v ČR  |
| ------------ | ------------------------------ | ----------------------- | --------------- | ------------------------------------------------------------------ | --------------- | -------------- |
| 1            | Pilot                          | První den               | Phillip Noyce   | Amy Holden Jones, Hayley Schore a Roshan Sethi                     | 21. ledna 2018  | 12. srpna 2018 |
| 2            | Independence Day               | Den nezávislosti        | Phillip Noyce   | Amy Holden Jones                                                   | 22. ledna 2018  | 18. srpna 2018 |
| 3            | Comrades in Arms               | Spolubojovník           | Rob Corn        | Andrew Chapman                                                     | 29. ledna 2018  | 19. srpna 2018 |
| 4            | Identity Crisis                | Krize identity          | Bill D'Elia     | Elizabeth J.B. Klaviter                                            | 5. února 2018   | 25. srpna 2018 |
| 5            | None the Wiser                 | O nic moudřejší         | James Roday     | Todd Harthan, Tianna Majumdar-Langham a Chris Bessounian           | 26. února 2018  | 26. srpna 2018 |
| 6            | No Matter the Cost             | Za každou cenu          | David Rodriguez | Nkechi Okoro Carroll                                               | 5. března 2018  | 1. září 2018   |
| 7            | The Elopement                  | Útěk                    | Rob Corn        | Kevin Falls                                                        | 12. března 2018 | 2. září 2018   |
| 8            | Family Affair                  | Rodinná záležitost      | Thomas Carter   | příběh: Kevin Falls, scénář: Nkechi Okoro Carroll a Zachary Lutsky | 5. února 2018   | 8. září 2018   |
| 9            | Lost Love                      | Ztracená láska          | Bronwen Hughes  | Amy Holden Jones                                                   | 26. března 2018 | 9. září 2018   |
| 10           | Haunted                        | Duchové                 | David Crabtree  | Andrew Chapman                                                     | 16. dubna 2018  | 15. září 2018  |
| 11           | And the Nurses Get Screwed     | Obětní beránek          | James Roday     | Michael Notarile                                                   | 30. dubna 2018  | 16. září 2018  |
| 12           | Rude Awakenings and the Raptor | Pád do hlubin           | James Roday     | Michael Notarile                                                   | 30. dubna 2018  | 22. září 2018  |
| 13           | Run, Doctor, Run               | Utíkej, doktore, utíkej | James Roday     | Todd Harthan, Tianna Majumdar-Langham a Chris Bessounian           | 7. května 2018  | 23. září 2018  |
| 14           | Total Eclipse of the Heart     | Úplné zatmění srdce     | Rob Corn        | Amy Holden Jones a Andrew Chapman                                  | 14. května 2018 | 29. září 2018  |

### Druhá řada (2018–2019)
| Č. v seriálu | Původní název                    | Český název   | Režie                 | Scénář                                                       | Premiéra v USA     | Premiéra v ČR |
| ------------ | -------------------------------- | ------------- | --------------------- | ------------------------------------------------------------ | ------------------ | ------------- |
| 1            | 00:42:30                         | bude oznámeno | Rob Corn              | Todd Harthan a Elizabeth Klaviter                            | 24. září 2018      | bude oznámeno |
| 2            | The Prince & The Pauper          | bude oznámeno | Nicole Rubio          | Amy Holden Jones a Andrew Chapman                            | 1. října 2018      | bude oznámeno |
| 3            | Three Words                      | bude oznámeno | Paul McCrane          | Marqui Jackson                                               | 8. října 2018      | bude oznámeno |
| 4            | About Time                       | bude oznámeno | Geary McLeod          | Marc Halsey                                                  | 15. října 2018     | bude oznámeno |
| 5            | The Germ                         | bude oznámeno | Jann Turner           | Jen Klein a Elizabeth J.B. Klaviter                          | 22. října 2018     | bude oznámeno |
| 6            | Nightmares                       | bude oznámeno | David Crabtree        | Todd Harthan a Andrew Chapman                                | 29. října 2018     | bude oznámeno |
| 7            | Trial & Error                    | bude oznámeno | Rob Greenlea          | Chris Bessounian a Tianna Majumdar-Langham                   | 5. listopadu 2018  | bude oznámeno |
| 8            | Heart in a Box                   | bude oznámeno | James Whitmore Jr.    | Marqui Jackson a Joshua Torke                                | 19. listopadu 2018 | bude oznámeno |
| 9            | The Dance                        | bude oznámeno | Rob Corn              | Amy Holden Jones a Andew Chapman                             | 26. listopadu 2018 | bude oznámeno |
| 10           | After the Fall                   | bude oznámeno | Edward Ornelas        | Marc Halsey a Jen Klein                                      | 14. ledna 2019     | bude oznámeno |
| 11           | Operator Errow                   | bude oznámeno | Timothy A. Good       | Elizabeth J.B. Klaviter a Emily Pressley                     | 21. ledna 2019     | bude oznámeno |
| 12           | Fear Finds a Way                 | bude oznámeno | Bronwen Hughes        | Todd Harthan a Michael Notarile                              | 28. ledna 2019     | bude oznámeno |
| 13           | Virtually Impossible             | bude oznámeno | Valerie Weiss         | Amy Holden Jones a Eric I. Lu                                | 4. února 2019      | bude oznámeno |
| 14           | Stupid Things in the Name of Sex | bude oznámeno | David Crabtree        | Jen Klein                                                    | 11. února 2019     | bude oznámeno |
| 15           | Queens                           | bude oznámeno | John Brawley          | Jenny Deiker Restivo                                         | 18. února 2019     | bude oznámeno |
| 16           | Adverse Events                   | bude oznámeno | Bronwen Hughes        | Marc Halsey                                                  | 4. března 2019     | bude oznámeno |
| 17           | Betrayal                         | bude oznámeno | Robert Duncan McNeill | Andrew Chapman                                               | 18. března 2019    | bude oznámeno |
| 18           | Emergency Contact                | bude oznámeno | Satya Bhabha          | Marqui Jackson a Michael Notarile                            | 25. března 2019    | bude oznámeno |
| 19           | Snowed In                        | bude oznámeno | Kelli Williams        | Eric I. Lu a Daniela Lamas                                   | 1. dubna 2019      | bude oznámeno |
| 20           | If Not Now, When?                | bude oznámeno | Rob Corn              | Amy Holden Jones, Tianna Majumdar-Langham a Chris Bessounian | 15. dubna 2019     | bude oznámeno |
| 21           | Stuck as Foretold                | bude oznámeno | Paul McCrane          | Jen Klein a Joshua Troke                                     | 22. dubna 2019     | bude oznámeno |
| 22           | Broker and Broker                | bude oznámeno | Jann Turner           | Todd Harthan a Elizabeth J.B. Klaviter                       | 29. dubna 2019     | bude oznámeno |
| 23           | The Unbefriended                 | bude oznámeno | Rob Corn              | Andrew Chapman a Amy Holden Jones                            | 6. května 2019     | bude oznámeno |

### Třetí řada
| Č. v seriálu | Původní název                   | Český název   | Režie              | Scénář                                                   | Premiéra v USA     | Premiéra v ČR |
| ------------ | ------------------------------- | ------------- | ------------------ | -------------------------------------------------------- | ------------------ | ------------- |
| 1            | From the Ashes                  | bude oznámeno | Rob Corn           | Amy Holden Jones                                         | 24. září 2019      | bude oznámeno |
| 2            | Flesh of My Flesh               | bude oznámeno | James Whitmore Jr. | Elizabeth J.B. Klaviter                                  | 1. října 2019      | bude oznámeno |
| 3            | Saints and Sinners              | bude oznámeno | Paul McCrane       | Todd Harthan a Andrew Chapman                            | 8. října 2019      | bude oznámeno |
| 4            | Belief System                   | bude oznámeno | Ti West            | Marqui Jackson                                           | 15. října 2019     | bude oznámeno |
| 5            | Choice Words                    | bude oznámeno | Edward Ornelas     | Marc Halsey                                              | 5. listopadu 2019  | bude oznámeno |
| 6            | Nurses Day                      | bude oznámeno | Steve Robin        | Jen Klein                                                | 12. listopadu 2019 | bude oznámeno |
| 7            | Woman Down                      | bude oznámeno | Kelli Williams     | Jessica Ball                                             | 19. listopadu 2019 | bude oznámeno |
| 8            | Peking Duck Day                 | bude oznámeno | David Crabtree     | Elizabeth J.B. Klaviter a Michael Notarile               | 26. listopadu 2019 | bude oznámeno |
| 9            | Out of Blood                    | bude oznámeno | Dawb Wilkinson     | Marc Halsey a Eric I. Lu                                 | 9. prosince 2019   | bude oznámeno |
| 10           | Whistleblower                   | bude oznámeno | Rob Corn           | Amy Holden Jones a Andrew Chapman                        | 17. prosince 2019  | bude oznámeno |
| 11           | Free Fall                       | bude oznámeno | Jann Turner        | Todd Harthan, Tianna Majumdar-Langham a Chris Bessounian | 7. ledna 2020      | bude oznámeno |
| 12           | Best Laid Plans                 | bude oznámeno | Satya Bhabha       | Jen Klein a Daniela Lamas                                | 14. ledna 2020     | bude oznámeno |
| 13           | How Conrad Gets His Groove Back | bude oznámeno | Julie Hébert       | Marqui Jackson a Joshua Troke                            | 21. ledna 2020     | bude oznámeno |
| 14           | The Flea                        | bude oznámeno | Rob Greenlea       | Jessica Ball a Jenny Deiker Restivo                      | 28. ledna 2020     | bude oznámeno |
| 15           | Last Shot                       | bude oznámeno | Timothy A. Good    | Marc Halsey                                              | 18. února 2020     | bude oznámeno |
| 16           | Reverse Cinderella              | bude oznámeno | Sheelin Choksey    | Emily Pressley                                           | 3. března 2020     | bude oznámeno |
| 17           | Doll E. Wood                    | bude oznámeno | Li Lu              | Eric I. Lu a Amy Holden Jones                            | 10. března 2020    | bude oznámeno |
| 18           | So Long, Dawn Long              | bude oznámeno | bude oznámeno      | bude oznámeno                                            | 17. března 2020    | bude oznámeno |
| 19           | Support System                  | bude oznámeno | bude oznámeno      | bude oznámeno                                            | 24. března 2020    | bude oznámeno |

## Přijetí
Na recenzní stránce Rotten Tomatoes získal ze 17 recenzí, z nichž 10 (tj. 59 %) bylo spokojených, průměrný rating 5,48 bodů z deseti. Na serveru Metacritic snímek získal z 12 recenzí 54 bodů ze sta.